# フィリシュタ
フィリシュタ（英語: Firishta, ペルシア語:  فرشته）あるいはフェリシュタ（英語: Ferishta）、実名はムハンマド・カーシム・ヒンドゥー・シャー（Muhammad Qasim Hindu Shah、ペルシア語: محمد قاسم ہندو شاه, 1560年 - 1620年）は、ペルシア人の歴史家である。Firishtaとはペルシア語で「天使」または「使徒」を意味する。

## 生涯
フィリシュタはカスピ海沿岸にあるアスタラーバードでグラーム・アリー・ヒンドゥー・シャー（Gholam Ali Hindu Shah）の子として生まれた。幼年時代、父親は故郷のアフマドナガルから応召され、学生だったフィリシュタを連れ、ペルシア語の教師としてヒンドゥスターンの若き王子ミーラーン・フサイン・ニザーム・シャー（Miran Husain Nizam Shah）のもとに赴いた。
1587年、en:King Murtuza Nizam Shahが父王を追放し、アフマドナガルの王位に就いた時、フィリシュタは王の護衛として勤務した。1589年、かつての友人であったPrince Miranはフィリシュタにビジャープル王国へ行って、当地の王イブラーヒーム･アーディル･シャー2世 に仕えさせた。
その時まで軍事職にあったが、フィリシュタはビジャープル王国では直ぐには成功せず、更に悪いことにフィリシュタはシーア派であった為、デカン諸王国のスンニ派が支配的な宮廷では高位に就く機会は少なかった。1593年にイブラーヒーム･シャー2世は、インド亜大陸の全ての地域と同じ詳細さでデカン諸王朝の歴史を記載したインド史を執筆するようフィリシュタに依頼した。

## 業績
「フィリシュタの歴史」（Tarikh-i Firishta）および Gulshan-i Ibrahim が知られている。その序文にてムガル朝の征服以前の時代のヒンドゥスターン史の概要や、東方へのアラブの拡大を記している。最初の10巻は各州の諸王達の歴史で占められ、第11巻はマラバールのムスリムについて詳述している・第12巻はインドにおけるムスリムの聖者の歴史とインドの気候や地誌を描き、カシュミール・スルターン朝のシカンダル王統治時代のヒンドゥー教徒への生生しい迫害の描写も含まれている。
Tarikh-i Firishta は以下の諸章から構成されている。
1. ガズニーとラホールの諸王
2. デリーの諸王
3. Dakhinの諸王 - 6章から構成される:
  1. Kulbarga
  2. ビジャープル
  3. アフマドナガル
  4. Tilanga
  5. Birar
  6. ビーダル
4. グジャラートの諸王
5. マールワーの諸王
6. en:Khandeshの諸王
7. ベンガルとビハールの諸王
8. ムルターンの諸王
9. シンドの諸統治者
10. カシュミールの諸王
11. マラバールの記述
12. インドの聖者の記述
13. 結論- インドの地理と気候の記述

同時代の学者達や歴史家達はフィリシュタの業績は Nizamud-din著 Tabaqat-i-Akbari・Mirza Haider著Tarikh-i-Rashidi 及び Barani著 Tarikhからの引用であるとしている
少なくとも一人の歴史家－Peter Jackson－は、フィシリュタはBaraniと Sarhindiの業績に依存していたが、歴史上の出来事の直接報告ではなく、Tarikhの一部に関しては伝説と、彼自身の想像力に依存していたとの疑いがある。

## 評価
T.N. Devareによれば、フィリシュタの業績はビジャープル王国の歴史でもっとも広く引用されたもので、ビジャープル王国の建国者ユースフ・アーディル・シャーの起源はオスマン朝であるとの偽作の主張を記載した唯一のものである。(Devare 67 fn2, 272)。Devareによると、他のデカン史に言及した史料には  Mir Rafi-uddin Ibrahim-i Shirazi（または "Rafi'"）や Mir Ibrahim Lari-e Asadkhani、 Ibrahim Zubayri、Basatin as-Salatin の著者などがいる(67, fn 2).  Devareは、古代からフィリシュタの時代、イブラーヒーム・アーディル・シャー2世の要望で書かれ、彼の前に提出されたヒジュラ暦1015年/西暦1606年までが記載されているとしている。しかし、後に書き継がれ、1033年 (西暦1626年)" までが記載されている(Devare 272)。
一方で Tarikh-i-Farishtiは独立した書籍であり、北インドの政治については信頼できるとされている。 ムガル皇帝ジャハーンギール は南インドのビジャプール王国を併合するためにフィリシュタの書は信頼できるとしていた。
ユースフのオスマン朝起源を捏造したにもかかわらず、フィリシュタの業績は著名であり続け、今日でもビジャープル一帯に広く受け入れられている。フィリシュタの業績はまだ高く評価されており、多くの尊敬とともに信頼されるものと見なされている。英語への抄訳がある。もっとも完訳に近いものは J. Briggs将軍により、「The History of the Rise of the Mahometan Power in India」の書名で出版されたものである (London, 1829, 4 vols. 8vo).  Briggs によって幾つか付け加えられている内容があるが、12巻分をまるごと省略もしている。彼の翻訳の複写において省かれた部分が引用されている書籍もある。

## 研究書
- Firishta, Muhammad Qasim Hindu Shah Astarabadi; Tr. by Jonathan Scott (1794). Ferishta's History of Dekkan..(Vol. 1). John Stocksdale, London
- Firishta, Muhammad Qasim Hindu Shah Astarabadi; Tr. by Jonathan Scott (1794). Ferishta's History of Dekkan..(Vol. 2). John Stocksdale, London